# محمدعمر (زاهدان)
محمدعمر یا موتور عمر روستایی در دهستان کورین بخش کورین شهرستان زاهدان استان سیستان و بلوچستان ایران است.

## جمعیت
بر پایه سرشماری عمومی نفوس و مسکن در سال ۱۳۹۵ جمعیت این روستا ۷۸ نفر (۱۸خانوار) بوده‌است.